# Famenne Ardenne Classic
La Famenne Ardenne Classic és una cursa ciclista belga que té origen i final a Marche-en-Famenne. Creada al 2017, forma part del calendari de l'UCI Europa Tour.

## Palmarès
| Any  | Vencedor         | Segon               | Tercer           |
| ---- | ---------------- | ------------------- | ---------------- |
| 2017 | Moreno Hofland   | Emiel Vermeulen     | Maxime Vantomme  |
| 2018 | Guillaume Boivin | Quentin Pacher      | Danny van Poppel |
| 2019 | Dimitri Claeys   | Baptiste Planckaert | Timo Roosen      |
| 2022 | Axel Zingle      | Amaury Capiot       | Oliver Naesen    |
| 2023 | Arnaud De Lie    | Kaden Groves        | Florian Sénéchal |
| 2024 | Arnaud De Lie    | Axel Zingle         | Maxim Van Gils   |
| 2025 |                  |                     |                  |